# Villa Borghese (zone urbanistique de Rome)
Pour l’article homonyme, voir Villa Borghèse.
Villa Borghese est une zone urbaine de la ville de Rome, située dans le Municipio II et le quartier de Pinciano.

## Situation
Désignée par le code 2X, elle s'étend autour de la Villa Borghèse.

## Démographie
L'ensemble compte en 2010 1 102 habitants.